# Tierra Distante
Tierra Distante es una banda chilena penquista de Indie rock con variantes de rock alternativo y power ballad, oriunda de Concepción formada en 2015 y activa de manera ininterrumpida. El grupo estuvo compuesto en un inicio por Daniel Sandoval y Alexis Fuentes quienes comenzaron a crear música juntos desde el año 2009 cuando participaron en talleres musicales de Balmaceda Arte Joven Biobío, donde fueron alumnos de Mauricio Melo (Emociones Clandestinas). Posteriormente se incorpora a la banda el baterista Benjamín Poblete (2016) y el guitarrista Carlos Gómez (2019).
Tierra Distante se ha posicionado en la escena musical de Concepción, participando permanentemente en el circuito penquista además de festivales nacionales. La banda se caracteriza por su intensidad, tanto en composición como en interpretación, con letras principalmente basadas en experiencias personales.
Su primer disco homónimo fue grabado y publicado durante la Pandemia de COVID-19, lo que llamó la atención de varios medio de locales.

## Integrantes
- Daniel Sandoval - voz, guitarra (2015–presente)
- Alexis Fuentes - bajo (2015–presente)
- Benjamín Poblete - batería (2016–presente)
- Carlos Gómez - guitarra, coros (2019–presente)

## Discografía

### Álbumes de estudio
- 2025 - "TBA" (IGED Records)

### EP
- 2020 - "Tierra Distante - EP" (Edición Independiente)